# Agon
För andra betydelser, se Agon (olika betydelser).
Agon (grekiska ἀγών) är en tävling, ett kämpaspel.
Agon kallades de gamla grekernas högtidliga tävlingar. De bestod av tre delar: gymnisk agon (gymnastik), hippisk agon (kappridning och kappkörning) och musisk agon (musik, skaldekonst och dans).
På många ställen i Grekland hölls sådana kämpaspel och alla greker hade tillträde. Men efter hand höjde sig fyra orters agones till allmänna nationalfester. Dessa var de olympiska i Olympia i Elis, de pythiska i Delfi i Fokis, de nemeiska i Nemea i Argolis och de isthmiska på Isthmos.